# Nobujuki Sató
Nobujuki Sató (* 12. ledna 1944 Hakodate, Japonsko) je bývalý japonský zápasník–judista a sambista.

## Sportovní kariéra
Jako jeden z prvních japonských judistů se aktivně věnoval sambu. Seznámil se s ním během studií na Tokijské vysoké škole tělesné výchovy sportu (dnešní Cukubská univerzita). Po skončení vysoké školy se připravoval jako zaměstnanec reklamní agentury Hakuhodo. V japonské reprezentaci se pohyboval od roku 1966 v polotěžké váze. Specializoval se především na boj na zemi (ne-waza). Časopis Black Belt ho považoval za jednoho z nejlepších grapplerů své doby. V roce 1972 prohrál nominaci na olympijské hry v Mnichově s Fumiem Sasaharou. Je dvojnásobným mistrem světa a doma v Japonsku vítězem vysoce prestižní kategorie bez rozdílu vah za roku 1974. Sportovní kariéru ukončil v roce 1975. Věnoval se trenérské práci na Tokaijské univerzitě, kde byl jeho pilným žákem Jasuhiro Jamašita. Později působil na různých pozicích v japonském i mezinárodním judu. Je majitelem 9. danu.

## Výsledky

### Váhové kategorie
| Turnaj               | 1966           | 1967           | 1968           | 1969           | 1970           | 1971           | 1972           | 1973           | 1974           | 1975           |
| Turnaj               | 22             | 23             | 24             | 25             | 26             | 27             | 28             | 29             | 30             | 31             |
| Turnaj               | polotěžká váha | polotěžká váha | polotěžká váha | polotěžká váha | polotěžká váha | polotěžká váha | polotěžká váha | polotěžká váha | polotěžká váha | polotěžká váha |
| -------------------- | -------------- | -------------- | -------------- | -------------- | -------------- | -------------- | -------------- | -------------- | -------------- | -------------- |
| Olympijské hry       |                |                |                |                |                |                | —              |                |                |                |
| Mistrovství světa    |                | 1.             |                | —              |                | 2.             |                | 1.             |                | —              |
| Mistrovství Japonska | 2.             |                | 1.             | 2.             | ?              | 1.             | ?              |                | ?              | 3.             |

### Bez rozdílu vah
| Turnaj               | 1966 | 1967 | 1968 | 1969 | 1970 | 1971 | 1972 | 1973 | 1974 | 1975 |
| Turnaj               | 22   | 23   | 24   | 25   | 26   | 27   | 28   | 29   | 30   | 31   |
| -------------------- | ---- | ---- | ---- | ---- | ---- | ---- | ---- | ---- | ---- | ---- |
| Olympijské hry       |      |      |      |      |      |      | —    |      |      |      |
| Mistrovství světa    |      | —    |      | 3.   |      | —    |      | —    |      | —    |
| Mistrovství Japonska | ?    | 2.   | 3.   | úč.  | úč.  | 2.   | 3.   | úč.  | 1.   | ?    |